# Ulrich von Jungingen
Ulrich von Jungingen (Hohenfels, 1360 – Stębark, 1410. július 15.) a Német Lovagrend nagymestere.

## Élete
Baden-Württemberg tartományból származott. 1391-től 1392-ig Konrad von Wallenrode lovagrendi nagymester alatt szolgált. Testvére és egyben elődje Konrad von Jungingen révén számos előnyös pozícióba került. 1396-tól 1404-ig balgai (ma Veszjoloje, Mamonovo része Oroszország, Kalinyingrádi terület) komtur, 1404-től porosz nagymarsall.
1407-ben Konrad halála után lett nagymester.
Uralkodása alatt a lovagrendi állam fénykorát élte, de egyetlen dologgal nem tudott megbirkózni: az egyre növekvő lengyel–litván állam terjeszkedésével szemben, aki a lovagrendi területek meghódítását és a korábbi sorozatos német benyomulások revansát tervezte.
A lovagrend korábban támogatta II. (Jagelló) Ulászló lengyel uralkodóval szemben Nagy Vytautas litván fejedelmet, aki a király unokatestvére volt, ám mikor Nagy Vitold elvesztette Szamogitiát rádöbbent, hogy össze kell fognia vele.
Von Jungingen egyedüli reménysége Luxemburgi Zsigmond magyar király és német-római császár volt, akivel 1409-ben szövetséget kötött, de a Velence elleni háború miatt Zsigmond nem tudta segíteni.
1409-ben kitört a lengyelekkel és litvánokkal az ún. nagy háború. A két uralkodó vezette egyesült seregek ellen a lovagrendi haderőt személyesen a nagymester vezette. Az 1410. július 15-én a teuton lovagok megsemmisítésével végződött grünwaldi csatában is részt vett, ahol lengyel parasztok felkoncolták.
- Jan Matejko festményén (1878)
- Zygmunt Rozwadowski és Tadeusz Popiel festményén (1910)

| Előző uralkodó: Konrad von Jungingen | A Német Lovagrend nagymestere 1407 – 1410 | Következő uralkodó: Heinrich von Plauen |